# Alchemilla stuhlmannii
Alchemilla stuhlmannii é uma espécie de rosácea do gênero Alchemilla, pertencente à família Rosaceae.